# Naftno polje Lago Agrio
Naftno polje Lago Agrio je z nafto bogato območje blizu mesta Nueva Loja v provinci Scucumbíos v Ekvadorju. Nahaja se v zahodnem delu področja El Oriente. Nafto so na tem območju odkrili leta 1960. 
Polje je mednarodno znano predvsem po resnih okoljskih problemih, ki jih je povzročilo črpanje nafte, med drugim onesnaženosti vode in zemlje, krčenju gozdov in kulturnem prevratu. Odvetniki, ki zastopajo tamkajšnje prebivalce, od prejšnjih lastnikov Texaca in njihovega sedanjega starševskega podjetja Chevron Corporation že od leta 1993 zahtevajo čiščenje območja in oskrbo domnevno prizadetih. Februarja 2011 je ekvadorsko sodišče Chevronu dosodilo plačilo odškodnine 8 milijard dolarjev, na kar se je podjetje takoj pritožilo. Ameriško sodišče je marca 2014 ugotovilo, da so bili dokazi pridobljeni nezakonito, in druge nepravilnosti."

## Razvoj in lastništvo
Leta 1964 je podjetje Texaco Petroleum Company (TexPet) pričelo z raziskovanjem severovzhodnega območja Ekvadorja, kjer je bilo naseljeno avtohtono prebivalstvo. Naslednjega leta sta TexPet in Gulf Oil pričela z razvojem območja. Sedež Texaca je postala Nueva Loja. Konzorcij je leta 1967 odkril nafto, s črpanjem pa so pričeli v polnem obsegu leta 1972. Ekvadorska vlada je leta 1974 preko državnega naftnega podjetja CEPE, sedaj Petroecuador, pridobila 25 % lastniški delež v konzorciju, kasneje je Oil Gulf prodal še svoj delež, s čimer je 1976 ostal konzorcij v večinski lasti ekvadorske vlade. TexPet je upravljanje konzorcija na Petroecuador prenesel v letu 1990. Z iztekom koncesije leta 1993 je tako Petroecuador ostal edini lastnik, ki je še vedno črpal nafto na omenjenem območju. 

## Vpliv

### Onesnaženost
Ocenjujejo, da so 68 milijard litrov odpadne vode preusmerili v odprte jame. Ta voda vsebuje veliko policikličnih aromatskih ogljikovodikov, ki v ZDA, kjer vodo ponavadi speljejo nazaj v podzemlje, nekajkrat presegajo dovoljeno vrednost. Tožniki trdijo, da je nastala onesnaženost kriva za povečanje primerov raka, medtem ko Chevron in njegovi podporniki trdijo, da ni nobene neposredne povezave med odpadno vodo in obolenji ter da je do razlitja prišlo šele zatem, ko je Texaco opustil črpanje . Ekvadorski predsednik Rafael Correa, ki je območje obiskal leta 2006, je dejal: “Ne slepimo se. Tukaj se je zgodil zločin proti človeštvu."

### Sanacija
Sredi spora leta 1995 je Texaco privolil v čiščenje nekaterih odpadnih jam, v sorazmerju s svojim lastniškim deležem v konzorciju, za ceno 40 milijonov dolarjev. V zameno je ekvadorska vlada Texaco oprostila odgovornosti, Chevron pa je ta sporazum uporabil za svojo glavno obrambo pri tekoči preiskavi. Tožilci trdijo, da je bilo čiščenje nepopolno .

## Spor
Odvetniki tamkajšnjih prebivalcev so leta 1993 v New Yorku vložili skupinsko tožbo v imenu 30.000 posameznikov proti TexPetu zaradi nepravilnega izpusta odpadne vode v odprte jame in s tem onesnaženja voda, ki so jo prebivalci uporabljali za ribolov, kopanje in pitje. Primer je bil ovržen leta 2001.
Chevron trdi, da je bilo podjetje nepošteno preganjano zaradi svojega premoženja, in vztraja, da sta za škodo in sanacijo odgovorna Petroecuador in tamkajšnja vlada, saj menijo, da je večina škode nastala po letu 1990, tudi izlitje v plinovod, ki ga je zgradil konzorcij, podjetje pa ga ni vzdrževalo.

### Spor v Ekvadorju
Ker so jim nadaljnje tožbe na ameriških sodiščih prepovedali, so tožniki leta 2003 svoj primer vložili v Ekvadorju. Leta 2008 je izvedenec, ki ga je odredilo sodišče, izdal poročilo, v katerem je zaposlene pri Texacu obtožil ne le onesnaženja, temveč tudi krčenja gozdov in kulturnega prevrata. Ocena povzročene škode v poročilu je znašala med 8 in 16 milijardami dolarjev, kasneje pa so jo dvignili še za 11 milijard. 
Cristóbala Bonifaza, odvetnika, ki je vložil prvo tožbo leta 1993 v New Yorku, so leta 2006 razrešili s primera. Leta 2007 je zopet vložil tožbo proti Chevronu v imenu novih strank, ki so trdile, da so zaradi onesnaženja obolele za rakom. Sodišče je ugotovilo, da trije med njimi niso imele rakavih obolenj. Potem ko je zavrnilo njihove zahtevke, je sodišče Bonifazu naložilo 45.000 $ kazni. Odvetnik Pablo Fajardo, ki je zastopal tožnike, in aktivist Luis Yanza sta za svoje delo na primeru leta 2008 prejela nagrado Goldman Environmental Prize. Gre za najbolj prestižno nagrado na področju varstva okolja in Zemlje. Tožniki so sprva od ekvadorskega sodišča zahtevali 27 milijard dolarjev. Februarja 2011 je sodišče naložilo Chevronu plačilo odškodnine v višini 18 milijard $ (kasneje samo 9,5 milijard). Podjetje je napovedalo pritožbo, sodbo pa označilo za takšno, ki ne bi zdržala na nobenem sodišču, ki kaj da na pravno državo. Pritožiti so se hoteli tudi tožniki, saj nedavno poročilo ocenjuje škodo na 113 milijarde dolarjev. 